# Kazanlak Volley
Kazanlak Volley est un club bulgare de volley-ball fondé en 2005 et basé à Kazanlak, évoluant pour la saison 2015-2016 en Championnat de Bulgarie.

## Palmarès
- Championnat de Bulgarie
  - Finaliste : 2013.
- Coupe de Bulgarie
  - Finaliste : 2013.

## Effectifs

### Saison 2018-2019
| No                          | Nom                         | Date de naissance           | Taille                         | Poids                          | Poste                          |
| --------------------------- | --------------------------- | --------------------------- | ------------------------------ | ------------------------------ | ------------------------------ |
| 1                           | Plamena Koramenova          | 4 juin 2000                 | 179                            | 54                             | Passeuse                       |
| 2                           | Selin Salim                 | 31 décembre 2002            | 180                            |                                | Centrale                       |
| 3                           | Aleksandra Koleva           | 12 mai 2002                 | 178                            | 57                             | Réceptionneuse-attaquante      |
| 4                           | Daria Georgieva             | 17 août 2000                | 185                            | 69                             | Centrale                       |
| 5                           | Aleksandra Terzieva         | 30 avril 2003               | 171                            |                                | Réceptionneuse-attaquante      |
| 6                           | Elizabet Georgieva          | 13 janvier 2000             | 164                            | 62                             | Libero                         |
| 7                           | Ekaterina Dimitrova         | 3 novembre 1998             | 189                            |                                | Centrale                       |
| 8                           | Zlatena Salabasheva         | 19 juin 1998                | 169                            | 56                             | Libero                         |
| 9                           | Mariela Salieva             | 4 août 2002                 | 176                            | 55                             | Réceptionneuse-attaquante      |
| 10                          | Malina Gadzheva             | 9 avril 2002                | 178                            |                                | Réceptionneuse-attaquante      |
| 11                          | Adriana Vetchakova          | 18 juin 2003                | 174                            |                                | Passeuse                       |
| 12                          | Elina Sandolova             | 23 août 1996                | 185                            |                                | Attaquante                     |
| 13                          | Viktoriya Ivanova           | 9 mars 2004                 | 172                            |                                | Réceptionneuse-attaquante      |
| 14                          | Violeta Bachvarova          | 16 mai 2005                 | 176                            |                                | Réceptionneuse-attaquante      |
| 15                          | Ivayla Chavdarova           | 21 mai 2005                 | 187                            | 80                             | Réceptionneuse-attaquante      |
|                             |                             |                             |                                |                                |                                |
| Encadrement technique       | Encadrement technique       |                             | Légende                        | Légende                        | Légende                        |
| Entraîneur : Diyan Boukliev | Entraîneur : Diyan Boukliev | Entraîneur : Diyan Boukliev | : Capitaine                    | : Capitaine                    | : Capitaine                    |
| Entraîneur(s) adjoint(s) :  | Entraîneur(s) adjoint(s) :  | Entraîneur(s) adjoint(s) :  | : Joueuse blessée actuellement | : Joueuse blessée actuellement | : Joueuse blessée actuellement |